# Dennis Wise
Dennis Frank Wise (* 16. Dezember 1966 in Kensington, London) ist ein ehemaliger englischer Fußballspieler und war zuletzt bis Januar 2008 Trainer des englischen Drittligisten Leeds United.
Als englischer Nationalspieler absolvierte er 21 Länderspiele und schoss bei seinem Debüt gegen die Türkei sein einziges Tor für England. Der dreifache FA-Cup-Sieger und langjährige Spieler des FC Chelsea kam zudem in allen drei Gruppenspielen der Euro 2000 zum Einsatz. Sein letztes Länderspiel absolvierte er im Jahre 2000 unter dem damaligen Nationaltrainer Howard Wilkinson.

## Spielerlaufbahn

### FC Wimbledon
Dennis Wise begann seine fußballerische Laufbahn beim FC Southampton wechselte dann aber nach Meinungsverschiedenheiten mit Trainer Lawrie McMenemy im Alter von 18 Jahren zum FC Wimbledon.
Dort wurde er zu einem Mitglied der sogenannten „Crazy Gang“, die als Außenseiter nach dem Aufstieg im Jahre 1986 in die First Division für Furore in der englischen Eliteklasse sorgte und zwei Jahre später sensationell im FA-Cup-Finale den hohen Favoriten FC Liverpool mit 1:0 schlug. Am sportlichen Höhenflug des Vereins hatte der Mittelfeldspieler einen derart großen Anteil, dass er am Saisonende zum vereinsintern besten Spieler gewählt wurde.

### FC Chelsea
Für die damalige Rekordablösesumme des FC Wimbledon in Höhe von 1,6 Millionen Pfund wechselte Wise in Richtung des FC Chelsea den Verein. Dort verbrachte er elf Jahre und wurde als kampfbetonter Mittelfeldspieler in 445 Spielen zu einer Konstante der „Blues“ in den 1990er-Jahren. Lediglich fünf Spieler haben bis zum heutigen Tage mehr Partien für Chelsea absolviert als Wise, dem insgesamt 76 Tore gelangen – darunter war in der Gruppenphase der Champions-League-Saison 1999/2000 ein besonders wichtiger Ausgleichstreffer in San Siro gegen den AC Mailand. Als Mannschaftskapitän führte er den Verein zum FA-Cup-Sieg in den Jahren 1997 und 2000, zum Gewinn des Ligapokals 1998 und im selben Jahr zum Triumph im europäischen Pokalsiegerwettbewerb. Nachdem sich der neue Trainer Claudio Ranieri entschloss das Durchschnittsalter des Kaders zu senken, verließ der „Chelsea Player of the Year“ der Jahre 1998 und 2000 im Juni 2001 für erneut 1,6 Millionen Pfund den FC Chelsea und schloss sich Leicester City an.
Trotz seiner Erfolge in Chelsea galt Wise aufgrund mehrerer Undiszipliniertheiten auf und außerhalb des Spielfeldes als „Enfant terrible“. Im Jahre 1995 wurde er beschuldigt, in London einen Taxifahrer angegriffen zu haben und erhielt dafür eine dreimonatige Gefängnisstrafe – nach einem erfolgreichen Berufungsverfahren wurde er jedoch von den Vorwürfen freigesprochen. Dennoch veranlasste diese Kontroverse den damaligen Trainer Glenn Hoddle dazu, Wise das Kapitänsamt zu entziehen. Vier Jahre später sorgte er erneut für Schlagzeilen, als ihm in einer Partie gegen den RCD Mallorca im Europapokal der Pokalsieger vorgeworfen wurde, Marcelino Elena „gebissen“ zu haben. Während der Saison 1998/99 verpasste Wise, der während seiner Profilaufbahn dreizehn rote Karten sah, alleine durch Sperren 15 Begegnungen.

### Leicester City
Seine Zeit in Leicester war von wenig Erfolg gekrönt und Wise wurde nach nur 17 Meisterschaftsspielen im September 2002 entlassen, nachdem er seinem Mannschaftskameraden Callum Davidson während der Saisonvorbereitung in Finnland den Kiefer gebrochen hatte. Wise wurde in der Folgezeit zu einer unpopulären Figur in Leicester, da ihm dort verübelt wurde, dass er wiederholt sein vorzeitiges Ende als „unfair“ bezeichnete und nach Meinung der Anhänger zuvor mit Trainer Peter Taylor den sportlichen und wirtschaftlichen Niedergang – bis hin zum Insolvenzverfahren – beschleunigt hatte. Dabei wirkte vor allem die als zu hoch empfundene Ablösesumme für den damals fast 35-jährigen Wise nach.

### FC Millwall
Wise wechselte im Anschluss zum FC Millwall in die zweitklassige Second Division und wurde dort Spielertrainer. Seinen neuen Verein führte er 2004 ins FA-Cup-Endspiel und unterlag dort Manchester United mit 0:3. Durch diese Finalteilnahme qualifizierte sich der Klub für den UEFA-Pokal und war damit erst der zweite englische Klub, der nicht in der obersten Spielklasse agierte und dennoch in einem bedeutenden europäischen Vereinswettbewerb spielen durfte. In der ersten UEFA-Pokal-Runde verlor der FC Millwall jedoch bereits gegen Ferencváros Budapest und nach einem Streit zum Saisonende mit dem neuen Präsidium verließ Wise den Verein wieder.

### FC Southampton
Ablösefrei wechselte Wise im Sommer 2005 zum FC Southampton und kam dort auf zwölf Meisterschaftsspiele, in denen er ein Tor erzielte. Nach dem Rücktritt von Trainer Harry Redknapp übernahm er auf Interimsbasis gemeinsam mit Dave Bassett die Mannschaftsleitung, kehrte dann aber dem Klub im Dezember 2005 wieder den Rücken, nachdem die Vereinsführung George Burley offiziell mit der Trainernachfolge betraute.

### Coventry City
Am 19. Januar 2006 unterschrieb Wise bei Coventry City einen leistungsbezogenen Vertrag, der ihn pro Einsatz bezahlte, und spielte damit wieder unter Micky Adams, der ihn bereits bei Leicester City trainiert hatte. Dort erlebte er eine kurze Hochphase, schoss in den ersten Partien jeweils ein Tor und beendete schließlich nach 13 Ligaspielen seine aktive Laufbahn.

## Karriere als Trainer

### Swindon Town
Am 18. Mai 2006 wurde er vom soeben in die Football League Two abgestiegenen Viertligisten Swindon Town als Trainer verpflichtet, wobei ihm sein ehemaliger Chelsea-Mannschaftskollege Gustavo Poyet als Assistent zur Seite gestellt wurde. Das Trainergespann führte die Mannschaft zu sechs Siegen in den ersten sieben Spielen und Wise erarbeitete sich damit neben der Tabellenführung die Auszeichnung zum „Trainer des Monats“ in der vierthöchsten Spielklasse.
Seine erste Niederlage im Amt des Trainers von Swindon Town erlitt er in der Partie gegen den AFC Wrexham im Racecourse Ground, dem die zweite Pleite – und erste Heimniederlage – gegen Peterborough United folgte. Damit belegte der Verein den zweiten Rang hinter den Wycombe Wanderers.

### Leeds United
Nachdem Wise bereits am 20. September 2006 nach der Entlassung von Kevin Blackwell mit dem vakanten Trainerposten bei Leeds United in Verbindung gebracht worden war, erhielt er gemeinsam mit Gustavo Poyet am 23. Oktober 2006 die Erlaubnis zur Verhandlungsaufnahme mit dem kriselnden Zweitligisten. Bereits einen Tag später wurde die Verpflichtung des Gespanns verkündet, das jedoch noch tatenlos mit ansehen musste, dass sich Leeds United mit einer 1:3-Niederlage gegen Southend United aus dem Ligapokal verabschiedete. In einer seiner ersten Amtshandlung besetzte der neue Trainer das Kapitänsamt neu und ernannte dazu den körperlich robusten Mittelfeldspieler Kevin Nicholls anstelle von Paul Butler zum Mannschaftsführer, sowie Shaun Derry statt Gary Kelly als seinen Vertreter.
Das erste Spiel als Leeds-Trainer sah für Wise erneut Southend United als Gegner vor, der aber nun mit 2:0 besiegt werden konnte. Dennoch belegte Leeds United trotz eines 2:1-Erfolgs gegen Hull City später erstmals das Tabellenschlusslicht, da Southend am gleichen Tag Birmingham City geschlagen und nun die bessere Tordifferenz aufwies. Turbulent gestaltete sich weiter die Kapitänsfrage, da Nicholls um die Freigabe für eine Ausleihe zu seinem alten Verein – und Abstiegskonkurrenten – Luton Town bat. Wise entfernte Nicholls sofort aus der Mannschaft und machte Jonathan Douglas zum neuen Mannschaftsführer. Kurzzeitig schöpfte der Verein noch einmal Hoffnung, als Wise mit seinem Team nach den Siegen gegen Aufstiegsaspirant Preston North End und Plymouth Argyle erstmals nach November 2006 wieder die Abstiegsränge verließ, aber schließlich rutschte man wieder in die Relegationszone, so dass man am letzten Spieltag einen Sieg mit mindestens acht Toren Unterschied und eine Niederlage von Hull City benötigte. Nachdem der Abstieg sportlich nicht verhindert werden konnte, sorgte eine zusätzliche Zehn-Punkte-Strafe sogar für den Fall ans Tabellenende. Zudem musste der Verein ein Insolvenzverfahren anmelden. Dennoch blieb Wise dem Klub auch für die anschließende Saison 2007/08 in der drittklassigen Football League One treu.
In diese neue Spielzeit startete die von Wise betreute Mannschaft mit einer weiteren 15-Punkte-Strafe, die die Football League gegen den Klub verhängt hatte. Kontinuierlich baute der Klub in den ersten Partien diese Minuspunktzahl mit dem besten Saisonstart in der Vereinsgeschichte ab und für diese Leistung wurde Wise mit dem Titel des besten englischen Drittligatrainers im Monat August 2007 ausgezeichnet. Als schließlich Poyet gegen Ende Oktober 2007 den Verein in Richtung Tottenham Hotspur verließ, um dort Assistent von Juande Ramos zu werden, wurde Wise Dave Bassett zur Seite gestellt. Das neue Duo konnte am 3. November aufgrund einer 1:3-Niederlage gegen Carlisle United die Serie ungeschlagener Spiele nicht halten und trotz einer anschließenden Stabilisierung verließ Wise am 28. Januar 2008 den Verein in Richtung Newcastle United, um dort an der Seite von Kevin Keegan vornehmlich im Jugendbereich und bei Spielerverpflichtungen eine führende Rolle einzunehmen.

## Erfolge
- Europapokalsieger der Pokalsieger: 1998
- Europäischer Supercup-Sieger: 1998
- FA-Cup-Sieger: 1988, 1997, 2000
- Englischer Ligapokalsieger: 1998
- Charity-Shield-Gewinner: 2000